# Cophohippus
Cophohippus is een geslacht van rechtvleugeligen uit de familie veldsprinkhanen (Acrididae). De wetenschappelijke naam van dit geslacht is voor het eerst geldig gepubliceerd in 1953 door Uvarov.

## Soorten
Het geslacht Cophohippus omvat de volgende soorten:
- Cophohippus burri Uvarov, 1953
- Cophohippus nazarovi Uvarov, 1953